# 松田武己
松田 武己（まつだ たけみ、1945年8月5日 - ）は、日本の著作家、編集者。NPO法人不登校情報センター理事長。
ペンネームは五十田猛（いそた たけし）。ペンネームの由来は同市の五十猛（いそたけ）地区から。

## 経歴
島根県大田市出身。大阪市立大学経済学部二部中退。医療機関に16年勤務のあと、教育系出版社あゆみ出版で編集業務に15年間従事。その後、任意団体として不登校情報センターを設立して代表に。同センターのNPO法人化にともない、理事長に就任。
1983年　月刊雑誌『子どもと教育』編集長。1992年　不登校のネットワーク誌『こみゆんと』創刊。
1995年　不登校情報センターを設立。2000年　月刊誌『ひきコミ』創刊・編集長。
2002年　あゆみ仕事企画（ひきこもり経験者による仕事おこし）を設立。
著書・編著 （ヨミダス歴史館現代人名録）
『登校拒否関係団体全国リスト』（編著、１９９２年８月・初版、不登校情報センター編）
『これからの仕事ガイド』（編著、１９９５年１０月・初版、進路就職研究会編、桐書房）
『登校拒否とカウンセリングルーム』（２０００年４月、不登校情報センター編、桐書房）
『引きこもりと暮らす』（五十田猛著、２００３年３月、東京学参）
『不登校・中退者のためのスクールガイド』（２００４年１２月、不登校情報センター編、東京学参）
『不登校・引きこもり・ニート関連団体リスト』（２００５年９月、不登校情報センター編、子どもの未来社）
『ひきこもり 当事者と家族の出口』（２００６年１月、五十田猛著、子どもの未来社）
『リスタ　不登校・中退者のためのスクールガイド（２０２０年版）』（２０１９年１２月、不登校情報センター編、東京学参）
『ひきこもり国語辞典』（２０２１年４月、松田武己監修、時事通信社）